# Filmstaden Downtown
Filmstaden Downtown var en biograf vid Kungsgatan 35 i stadsdelen Inom Vallgraven i Göteborg. Huset ligger i kvarteret 22 Varuhuset. 
År 1805 lät handelsman Johan Olof Wohlfart uppföra ett tvåvånings stenhus här med importerad gul mursten från Amsterdam. Fastigheten införlivades 1930 med varuhuskomplexet Meeths. Fram till ombyggnaden 1986 fanns olika affärer i bottenvåningen, som då delvis inreddes som entré till biografen Down Town. 
Salongernas storlek varierade mellan 37 (salong 13) upp till 278 (salong 1) platser. Den uppfördes ursprungligen av Esselte/CIC med invigning 1986 men togs redan från januari 1988 över av Göteborgsbiograferna HB (Esselte och SF) och från 1992 av enbart SF. Arkitekt var Lennart Clemens som även står bakom ett flertal andra svenska, så kallade multiplexbiografer.
Efter ombyggnad av lokalerna 1994 - ansvarig Jonny Isaksson - med bland annat nya stolar, THX-ljud i två salonger, digitalljud i tre och Dolby i samtliga, öppnade Filmstaden den 30 juni 1995. Med 1 800 platser och 16 salonger var man under några månader det största biografkomplexet i Sverige. Namnet Filmstaden Downtown kom till för att undvika förväxlingsrisker med andra biografer.  
Efter öppnandet av Filmstaden Bergakungen och köpet av Astorias biograf Biopalatset stängdes Filmstaden Downtown den 9 september 2007.
I lokalerna öppnade Åhléns ett varuhus på 4 000 kvadratmeter i oktober 2008.